# Britanniahütte (Bergisch Gladbach)
Britanniahütte ist ein Ortsteil im Stadtteil Gronau von Bergisch Gladbach.

## Geschichte
Die Britanniahütte ist eine ehemalige Eisenhütte, in der Eisenerze aus der Region verhüttet wurden. Sie wurde 1846 durch die Gewerkschaft Britannia erbaut, für die Eduard Knobel als Handlungsberechtigter auftrat. 1980 wurde ein Teil der Jakobstraße ebenfalls in Britanniahütte umbenannt, weil dieser Teil zum ehemaligen Hüttengelände für die Verladung des Materials zum Transport mit der Eisenbahn hinzugehörte.
Der Ort gehörte zur Bürgermeisterei Gladbach im Kreis Mülheim am Rhein. Mit der Rheinischen Städteordnung wurde Gladbach 1856 Stadt, die dann 1863 den Zusatz Bergisch bekam. Der Ort ist ab der Preußischen Neuaufnahme von 1892 auf Messtischblättern regelmäßig als Britanniahütte oder ohne Namen verzeichnet.
| Jahr | Einwohner | Wohn- gebäude | Kategorie |
| ---- | --------- | ------------- | --------- |
| 1885 | 10        | 1             | Wohnplatz |
| 1895 | 3         | 1             | Wohnplatz |
| 1905 | 1         | 1             | Wohnplatz |

## Bergbau
1846 entstand in Gronau, unweit der 1842 fertiggestellten Mülheimer Straße, ein Eisenerz verhüttendes Unternehmen. Eigentümer dieser Hütte war die Gewerkschaft Britannia, die über die Verleihungsrechte mehrerer Gruben in der Paffrather Kalkmulde verfügte. Das Unternehmen hatte ihr den Namen Piddelbornmühle gegeben. Mit dem Übergang des Besitzes an den Londoner Advokaten John Gurney wurde die Hütte 1860 in Britanniahütte umbenannt. Bereits 1874 wurde der Betrieb stillgelegt. Einzelne Gebäudeteile stehen bis auf den heutigen Tag.